# جاستین شیل
سِر جاستین شیل (۲ دسامبر ۱۸۰۳ - ۱۸ آوریل ۱۸۷۱) (به انگلیسی: Sir Justin Sheil) افسر ایرلندی ارتش بریتانیا و دیپلمات بود. وی از ۱۸۴۴ تا ۱۸۵۴ یعنی در اوایل پادشاهی ناصرالدین شاه قاجار وزیرمختار بریتانیا در ایران بود. در متون تاریخی ایران معمولاً با نام کلنل شیل یا جاستین شیل شناخته می‌شود.

## زندگی
او در دوم دسامبر ۱۸۰۳ در واترفورد ایرلند از پدر و مادری به نام ادوارد شیل و کاترین مکارتی زاده شد. پس از طی دوران تحصیل در کالج استونی‌هرست به عنوان دانشجوی نظامی به عضویت ارتش کمپانی هند شرقی در آمد.
با ورود به هندوستان در ۴ مارس ۱۸۲۰ با درجه ستوان دومی به یگان سوم پیاده بنگال اعزام شد. بعدها به یگان ۳۵ام پیاده بنگال مأمور شد و در آنجا سمت آجودانی گرفت. وی در زمان محاصرهٔ باراتپور نیز در همین یگان حضور داشت. او در ۱۳ آوریل ۱۸۳۰ به درجه سروانی رسید و در ۴ ژوئیه ۱۸۳۳ به عنوان جانشین فرمانده نیروهای عادی در ایران تحت فرمان سرگرد پاسمور شد. ورود او به درخواست عباس‌میرزا و برای آموزش قشون ایران بوده است. پاسمور وی را به لرد ویلیام بنتینک توصیه و از وی تعریف فراوانی کرده است.

## سفارت در ایران
شل در ۱۶ فوریه ۱۸۳۶ به کارداری سفارت بریتانیا در ایران رسید و در ۱۴ نوامبر ۱۸۴۴ (۲۳ آبان ۱۲۲۳) به دستور لرد اَبِردین وزیر امور خارجه وقت بریتانیا به وزیر مختاری ایران رسید و جایگزین جان مک‌نایل شد. گفته می‌شود که وی در امضای عهدنامه ارزروم اثرگذار بوده است. همچنین وی ادعا کرده بود که در ۱۸۴۵ توانسته بود شاه را راضی کند تا مراسم شکنجه که از تفریحات شاه ایران بود و طی آن چشم مجرمان در آورده شده و سر برخی دیگر قطع می‌گردید را موقوف کند. همچنین وی شاه ایران را راضی کرد تا به کشتی‌های انگلیسی اجازهٔ توقیف کشتی‌های ایرانی که حامل برده بودند را بدهد.
در خصوص او گفته‌اند که ایرانی‌ها را به شدت با دیدهٔ تحقیر می‌نگریست. «کلنل شیل، ایرلندی کوتاه‌فکر، مغرور، خودبین و حیله‌گری بود که به ایران و ایرانی با دیدهٔ حقارت می‌نگریست و برای شایسته‌ترین مردان کشور ایران نیز حتی اندک حرمتی قائل نبود. او مسائل ایران را با دو معیار متفاوت می‌سنجیده است: یکی معیار انگلیسی و دیگری ایرانی... هنگامی که با ایران و ایرانی سر و کار داشت، پابند قیود و آداب و تشریفاتی که معمولاً افراد جوامع متمدن برای یکدیگر قائل می‌شوند، نبود...» وی با میرزا تقی‌خان امیرکبیر نیز سر ناسازگاری داشت به طوری که در نامه‌ای که به وزارت خارجه انگلستان می‌نویسد چنین آورده: «... او مردم را به خرید کالاهای ساخت وطن تشویق می‌کند، و این جریان باعث خواهد شد که جریان تجارت انگلیس در ایران رو به کسادی برود...». برخی محققان بر این باورند که شیل ناراضیان را تحریک می‌کرد تا علیه امیر تظاهرات و اعتصاب صورت دهند تا بدین‌وسیله زمینهٔ لازم برای حذف او از سپهر سیاسی ایران را فراهم آورد.
شیل تا اکتبر ۱۸۴۷ در ایران بود تا اینکه طی یک مرخصی دوساله به انگلستان بازگشت. در غیاب او کاردار سفارت به نام کلنل فرانت سرپرستی سفارت را به عهده داشت. در همین زمان محمدشاه درگذشت و کلنل فرانت به مهدعلیا مادر ناصرالدین‌شاه کمک کرد تا ناصرالدین‌شاه از تبریز به تهران رسیده و پادشاهی را به دست گیرد. شیل در ۲۹ اکتبر ۱۸۴۹ به ایران بازگشت. این بار همسر خود را نیز به ایران آورد. لیدی شیل پس از بازگشت به انگلستان کتابی دربارهٔ ایران به چاپ رساند.
او این سمت را تا ۱۸۵۴ که بازنشست شد به عهده داشت. در ۱۷ فوریه ۱۸۴۱ به درجه سرگردی ترفیع پیدا کرد و در سال ۱۸۵۹ به سرلشکری رسید. در ۱۸۴۸ نشان خزانه‌دار کل و در ۱۸۵۵ نشان شوالیه حمام دریافت کرد.
سرلشکر شیل در ۱۸ آوریل ۱۸۷۱ در لندن درگذشت. او نخواسته بود که جسدش را کنار همسرش که دو سال پیش در ایرلند درگذشته بود خاک کنند.

## آثار
از او یادداشت‌هایی در مورد کردها، ترکمن‌ها، نسطوریان، خیوه و… که در کتاب همسرش به نام خاطرات لیدی شیل در ایران به چاپ رسیده، بر جای مانده‌است. همچنین در مجله Royal Geographical Society's Journal دو مقاله به قلم او با عنوان‌های «یادداشت‌هایی از سفر کردستان تا سلیمانیه» در سال ۱۸۳۶ و «سفرنامه تهران تا الموت» در ۱۸۳۷ به چاپ رسیده‌است.

## خانواده
شل با مری لئونورا وولف، دختر استفان وولف بارون خزانه‌دار ایرلند و فرانسیس همیل ازدواج کرد. مری وولف در ۱۸۶۹ درگذشت و جسد وی را در گورستان گلاسنوین و در جایی دور از همسرش به خاک سپردند. آنها ده فرزند به دنیا آوردند که یکی از آنها به نام ادوارد شیل بعدها سیاستمدار شد.
| پیشین: جان مک‌نایل | نمایندهٔ بریتانیا در ایران ۱۸۴۴–۱۸۵۴ | پسین: چارلز موری |